# Волдо (Канзас)
Волдо (англ. Waldo) — місто (англ. city) в США, в окрузі Расселл штату Канзас. Населення — 30 осіб (2010).

## Географія
Волдо розташоване за координатами 39°7′12″ пн. ш. 98°47′53″ зх. д. / 39.12000° пн. ш. 98.79806° зх. д. (39.119924, -98.797946).  За даними Бюро перепису населення США в 2010 році місто мало площу 0,94 км², уся площа — суходіл.

## Демографія
Згідно з переписом 2010 року, у місті мешкало 30 осіб у 15 домогосподарствах у складі 7 родин. Густота населення становила 32 особи/км².  Було 44 помешкання (47/км²).
Расовий склад населення:
| - 100,0 % — білих |

До двох чи більше рас належало 0,0 %. Частка іспаномовних становила 0,0 % від усіх жителів.
За віковим діапазоном населення розподілялося таким чином: 26,7 % — особи молодші 18 років, 40,0 % — особи у віці 18—64 років, 33,3 % — особи у віці 65 років та старші. Медіана віку мешканця становила 52,0 року. На 100 осіб жіночої статі у місті припадало 114,3 чоловіків;  на 100 жінок у віці від 18 років та старших — 100,0 чоловіків також старших 18 років.
Середній дохід на одне домашнє господарство  становив 44 007 доларів США (медіана — 41 250), а середній дохід на одну сім'ю — 53 483 долари (медіана — 62 500). 
Цивільне працевлаштоване населення становило 11 осіб. Основні галузі зайнятості: сільське господарство, лісництво, риболовля — 36,4 %, будівництво — 27,3 %, інформація — 18,2 %, публічна адміністрація — 9,1 %.